# Rwimiyaga
Rwimiyaga – miasto w Rwandzie; w prowincji Wschodniej; 12 490 mieszkańców (2012). 